# Asilus trifarius
Asilus trifarius là một loài ruồi trong họ Asilidae. Asilus trifarius được Macquart miêu tả năm 1838. Loài này phân bố ở miền Ấn Độ - Mã Lai.